# Panzerkampfwagen IV
Een Panzerkampfwagen IV, afgekort PzKpfw IV of Panzer IV, is een tank die tijdens de Tweede Wereldoorlog door Duitsland werd ingezet.
Er werden ruim 8500 exemplaren gebouwd en alleen al door dit relatief grote aantal was hij belangrijker voor de Duitse oorlogsinspanning dan betere Duitse tanks zoals de Panther, de Tiger I en Tiger II. Aan het Oostfront was hij in sommige opzichten verouderd ten opzichte van de T-34.

## Ontwikkelingsgeschiedenis
De PzKpfw IV vindt zijn oorsprong in de clandestiene tankontwikkeling tijdens de Weimarrepubliek, toen er een aantal projecten gaande was die de mogelijkheid van een tank voor infanterieondersteuning moesten onderzoeken. Op 11 januari 1934 werden die geconcretiseerd tot een formele aanbesteding aan Rheinmetall-Borsig, Daimler en Krupp voor een tank van 20 ton, het VK (VersuchsKraftfahrzeug) 2001. In 1935 kreeg Krupp de opdracht voor het ontwikkelen van de VK 618 7,5 cm GeschützPanzerwagen, een type met een bladveerophanging die goedkoper was dan de torsiestaafophanging die Krupp eerst voorstelde. Dit zou een fatale beslissing blijken te zijn. In april 1936 werd de naam veranderd in Panzerkampfwagen IV (VK622). Het eerste productie-exemplaar (modelregistratie SonderKraftfahrzeug 161) verscheen in oktober 1937. Er werden veel verschillende versies (Ausführungen, in de stukken altijd afgekort tot Ausf.) geproduceerd.

## Versies

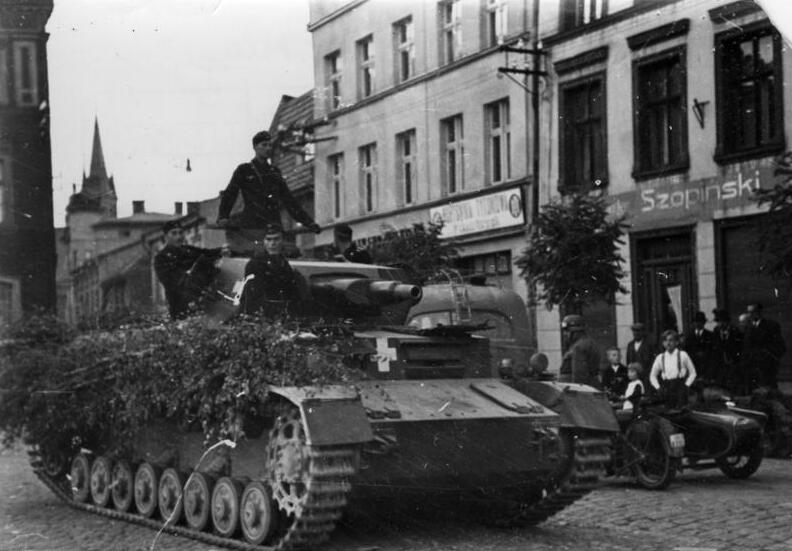
Pzkpfw. IV Ausf. C op 6 september 1939 in Polen

- Ausf. A: oorspronkelijke versie, geproduceerd in een aantal van 35 van oktober 1937 tot maart 1938. V12 Motor van 10 800 cc; maximumsnelheid van 31 km/h; 150 km rijbereik; 15 mm pantser rondom; 18,4 ton massa; 75 mm houwitser Lang 24.
- Ausf. B: V12 12000cc-motor; 40 km/h; 200 km rijbereik; 30 mm frontpantser in rechte voorplaat; 18,8 ton; nieuwe commandokoepel. 42 gebouwd van april tot september 1938.
- Ausf. C: kleine verbeteringen; 19 ton; 134 gebouwd van september 1938 tot augustus 1939.
- Ausf. D: 20 mm pantser zij- en achterkant; 20 ton; gebogen voorplaat; externe kanonmantel van 35 mm. 229 gebouwd van oktober 1939 tot mei 1941.
- Ausf. E: 50 mm pantser in de neus, 30 mm opzetpantser romp; 21 ton; 42 km/h; nieuwe commandokoepel. 223 gebouwd van september 1940 tot april 1941.
- Ausf. F: 50 mm frontpantser; 30 mm zij- en achterkant; 22,3 ton; 40 cm brede rupsbanden; buisvormig geleidewiel. 492 gebouwd van april 1941 tot maart 1942.
- Ausf. F2: uitgerust met KampfwagenKanone40 Lang 43; 23 ton; 40 km/h 175 gebouwd van maart tot juli 1942 plus 25 omgebouwd van Ausf. F.
- Ausf. G: langzame verandering naar Ausf. H; vanaf maart 1943 het Lang 48 kanon. 1667 gebouwd van mei 1942 tot juni 1943.
- Ausf. H: 80 mm frontpantser op de romp; 25 ton; 38 km/h; nieuwe geleidewielen; pantserschorten tegen antitankgeweren. 3374 gebouwd van april 1943 tot juli 1944.
- Ausf. J: weglaten van elektrische aandrijving van de toren; torendak 18 mm; 320 km rijbereik. 1758 geproduceerd van juni 1944 tot maart 1945.

Er werd ook een variant gepland, voorzien met twee 7,5 cm Rucklauflos Kanone 43 (7,5 cm Rf.K 43) en een 30 mm MK 103 snelvuurkanon. Het ontwerp ging niet verder dan het houten model. 
De totale productie beliep minstens 8544: 13 in 1937; 103 in 1938; 141 in 1939; 278 in 1940; 467 in 1941; 894 in 1942; 3013 in 1943; 3126 in 1944 en 385 in 1945. Het laatst bekende maandproductiecijfer is voor maart 1945 met een aantal van 55.

## Tactische functie

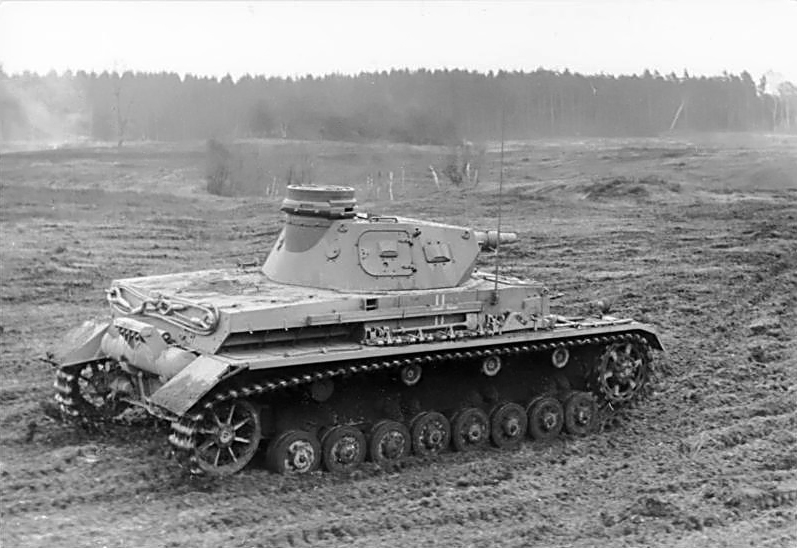
PzKpfw. IV Ausf. D op oefening in maart 1940

De Panzerkampfwagen IV is de enige Duitse tank die vanaf het begin tot het eind van de Tweede Wereldoorlog in productie is gebleven. Hij weerspiegelt dan ook de ontwikkeling van het Duitse tankwapen. De lage productiecijfers van voor de oorlog laten zien dat het opbouwen van een tankmacht toen geen prioriteit had. Slechts vier procent van het defensiebudget ging naar de tankproductie. Dat de productie tot vier typen werd beperkt, wordt vaak voorgesteld als een bewuste poging tot efficiëntie. In feite werd het veroorzaakt door geldgebrek. Maar eigenlijk was zelfs dit kleine aantal nog één te veel. Naast de Pzkpfw IV met 75 mm houwitser werd ook nog de Panzerkampfwagen III gebouwd, een tank met een 37 mm antitankkanon. Beide tanks moesten elkaar aanvullen: de een moest "zachte doelen" bestrijden, de andere gepantserde. Een van de twee was echter overbodig: je hoeft niet een heel andere tank in productie te nemen alleen om een iets ander wapen te dragen.
De Pzkpfw III zou, na heel veel sukkelen, een moderne ophanging krijgen. De Pzkpfw IV had een koepelring die groot genoeg was om een krachtig kanon te dragen. Duitsland zou weldra een tank nodig hebben die allebei de eigenschappen bezat. Omdat die ontbrak, werd men verleid — de PzKpfw IV was met zijn bladveerophanging niet in staat een veel zwaarder pantser te dragen zonder ingrijpende aanpassingen — een heel nieuwe generatie tanks te bouwen. De vertragingen die dit veroorzaakte, maakten het onmogelijk om dat in voldoende aantal te doen. De doelstelling van het Adolf-Hitler-Panzerprogramm van eind 1942 om de tankproductie eind 1944 op jaarbasis naar vijfentwintigduizend tanks te brengen, nodig om zowel in het westen als aan het Oostfront een voldoende tegenwicht te kunnen bieden aan de geallieerde legers, bleek onhaalbaar.

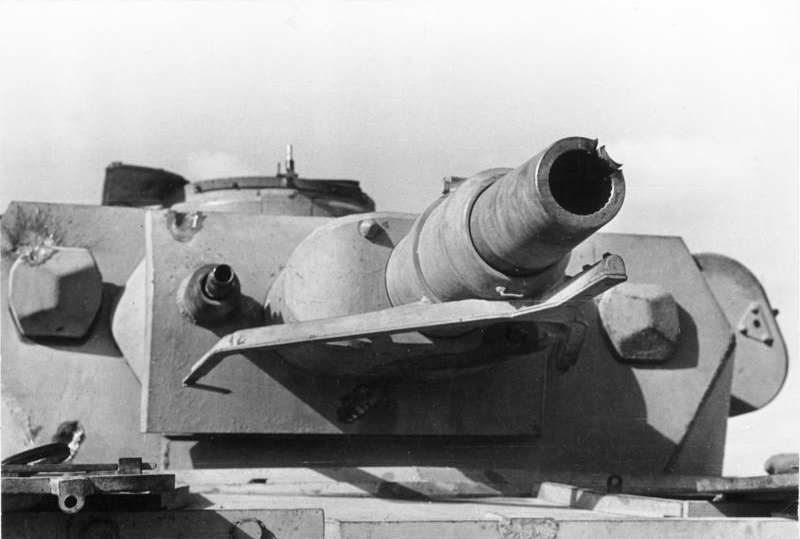
Oorspronkelijk was de PzKpfw. IV een ondersteuningstank met een korte (Lang 24) houwitser, hier in april 1941 in Noord-Afrika

Van dat alles had men voor de oorlog hoegenaamd geen besef. Niemand begreep zelfs hoe wezenlijk tanks zouden zijn voor de tactiek van de Blitzkrieg want die tactiek zelf begreep men nauwelijks. De Pzkpfw IV werd gezien als een mooi stukje ingenieurswerk, dat daarom iets te duur was en waarvan het echte belang hierin lag dat de productie van de Pzkpfw III zo vertraagd was dat zijn grotere broer voorlopig als hoofdgevechtstank moest dienen, hoewel er ook daarvan bij het uitbreken van de oorlog nog pas 211 gereed waren. Bij de aanval op Frankrijk was dat aantal gegroeid tot 280; toen waren er zoveel Pzkpfw III's beschikbaar dat de Pzkpfw IV weer puur voor het bestrijden van "zachte doelen" kon worden gebruikt. Bij Operatie Barbarossa, een aanval op de Sovjet-Unie die 24.000 tanks tot zijn beschikking had, was het aantal opgelopen tot zo'n 600. In 1940 had Hitler een plan voor echte massaproductie afgewezen. Toen in juli 1941 de oorlog gewonnen leek, werden de al lage bestaande productieplannen nog eens gehalveerd.

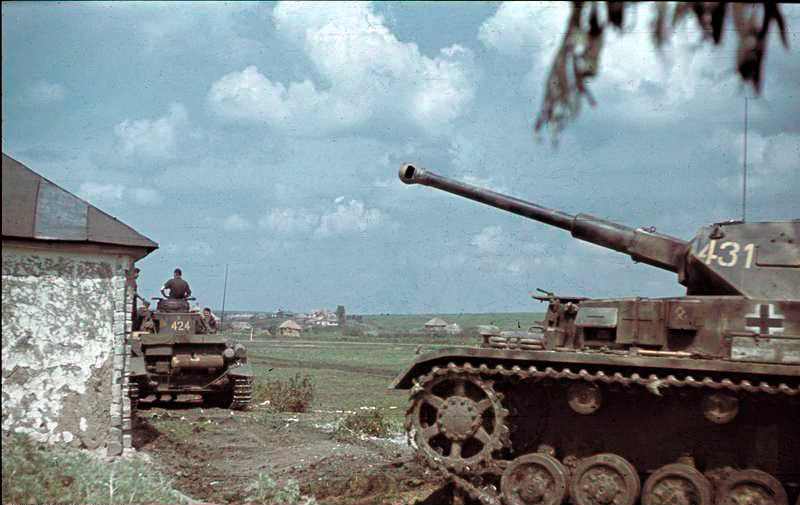
In 1942 werd eerst het 75 mm Lang 43 kanon ingebouwd. Een Panzerkampfwagen IV Ausf. F2 in Oekraïne in de zomer van 1941.

Toen kwam de nederlaag bij Moskou. Opeens werd duidelijk dat de oorlog jaren zou gaan duren en dat de vijand over aan het gaan was op de massaproductie van een superieure tank: de T-34. Men moest dus een eigen tank in echte massaproductie gaan nemen. De Pzkpfw III was te klein en zijn productie werd beëindigd. De meer ouderwetse Pzkpfw IV verving hem, alleen omdat die groter was en dus een nieuw krachtig antitankkanon kon dragen, tot 1944 sterker dan dat van al zijn tegenstanders en tot de introductie van de Tiger I het sterkste van alle Duitse tanks. Daarmee veranderde eensklaps de tactische rol van de PzKpfw IV en werd hij opnieuw de hoofdgevechtstank. Maar de nieuwe taak viel het oude vehikel letterlijk te zwaar. De ophanging kon het extra pantser niet aan, de motor raakte overbelast, de werkelijke kruissnelheid daalde en daarmee ook de betrouwbaarheid.
Om asymmetrische belasting van de koepelring te voorkomen, mocht de voorkant van de koepel niet verder bepantserd worden — juist het meest getroffen deel van de tank bleef zo een zwak punt. In 1943 zouden voor het eerst duizenden Pzkpfw IV's geproduceerd worden — de maandproductie piekte in december met 354 — maar het besef dat het type eigenlijk al een gepasseerd station was, leidde tot een overheveling van productiecapaciteit naar de Panther. In 1944 steeg de productie nauwelijks ten opzichte van 1943, hoewel zij verviervoudigd had kunnen worden als men van de nieuwe tank had afgezien. In de nijpende behoefte aan tanks zou dat jaar niet voorzien worden.

## Operationele geschiedenis

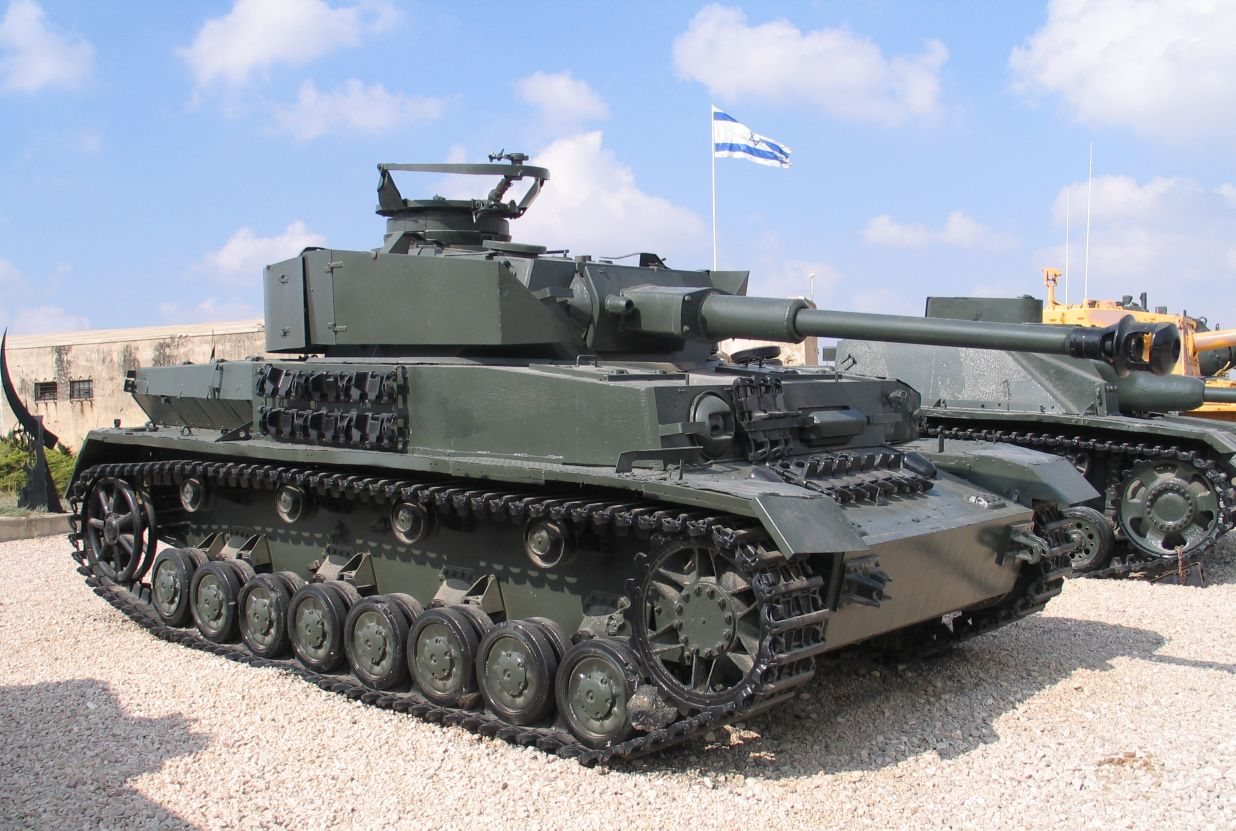
Een PzKpfw IV door Israël op Syrië buitgemaakt in de Zesdaagse Oorlog in het Yad La-Shiryon museum in Israël

Hoewel ontworpen als mobiel geschut ter ondersteuning werd de Pzkpfw IV alleen ingedeeld bij de Panzer Divisionen, in een speciale zware compagnie in het tankbataljon. Er was geen geld voor het toebedelen van zware tanks aan Het Wapen der Infanterie; deze lacune zou vanaf 1939 ten dele worden gedicht door het produceren van het Sturmgeschütz III. Het dient echter gezegd dat het voorzien van zware tanks bij de infanterie niet zo een groot succes bleek voor de Geallieerden tijdens de eerste jaren van de oorlog.
Toen de Pzkpfw IV vanaf 1942 de hoofdgevechtstank werd, werden er bataljons gevormd die uitsluitend uit deze tank bestonden. Dat was een langzaam proces en vanaf het voorjaar van 1943 schakelden de bataljons stuk voor stuk weer over op de Panther.
Bij de Slag om Koersk werden 915 Pzkpfw IV's ingezet uit een beschikbaar totaal van 1472; tijdens de Landing in Normandië waren er 758 in Frankrijk beschikbaar, op het oostfront 771. De Duitsers maten hun inventaris altijd op de eerste van de maand: de feitelijke sterkte piekte op 1 juli 1944 met een aantal van 2336. Die maand werden er 426 als verloren gemeld, 368 in augustus en een record van 752 in september. De laatste telling van 1 februari 1945 toonde een sterkte van 1571; opmerkelijk genoeg bereikte aan het oostfront de sterkte een record van 1239 op 15 maart 1945 toen alle reserves tegen het Rode Leger werden ingezet. De meeste van deze tanks waren toen echter al niet meer inzetbaar vanwege gebrek aan personeel, brandstof en logistieke ondersteuning.
Tijdens de oorlog is de tank in klein aantal geleverd aan verschillende bondgenoten: Hongarije (52 verouderde tanks); Italië (36); Roemenië (100); Bulgarije (46) en Finland (15) dat ze nog tegen de vroegere eigenaren gebruikte toen het van partij was veranderd. Verder waren er leveringen aan het neutrale Spanje (20) en Turkije (15).
Na de oorlog nam Frankrijk een aantal exemplaren in dienst; zeventien daarvan vonden hun weg naar Syrië, dat ze na zijn onafhankelijkheid in de organisatie opnam. Zo vochten ze nog in 1967 op de Golanhoogten tegen Israël in de Zesdaagse Oorlog. Daarna werden ze uitgefaseerd en in de jaren zeventig aan Libanese milities overgedaan. In 1982 gebruikte de kleine strijdmacht van de Druzen er nog een paar. Mocht dat - ondanks het feit dat men de milities althans symbolisch ontbonden en ontwapend heeft - nog zo zijn, dan is de Panzerkampfwagen IV de oudste tank ter wereld die nog operationeel is.

## Varianten

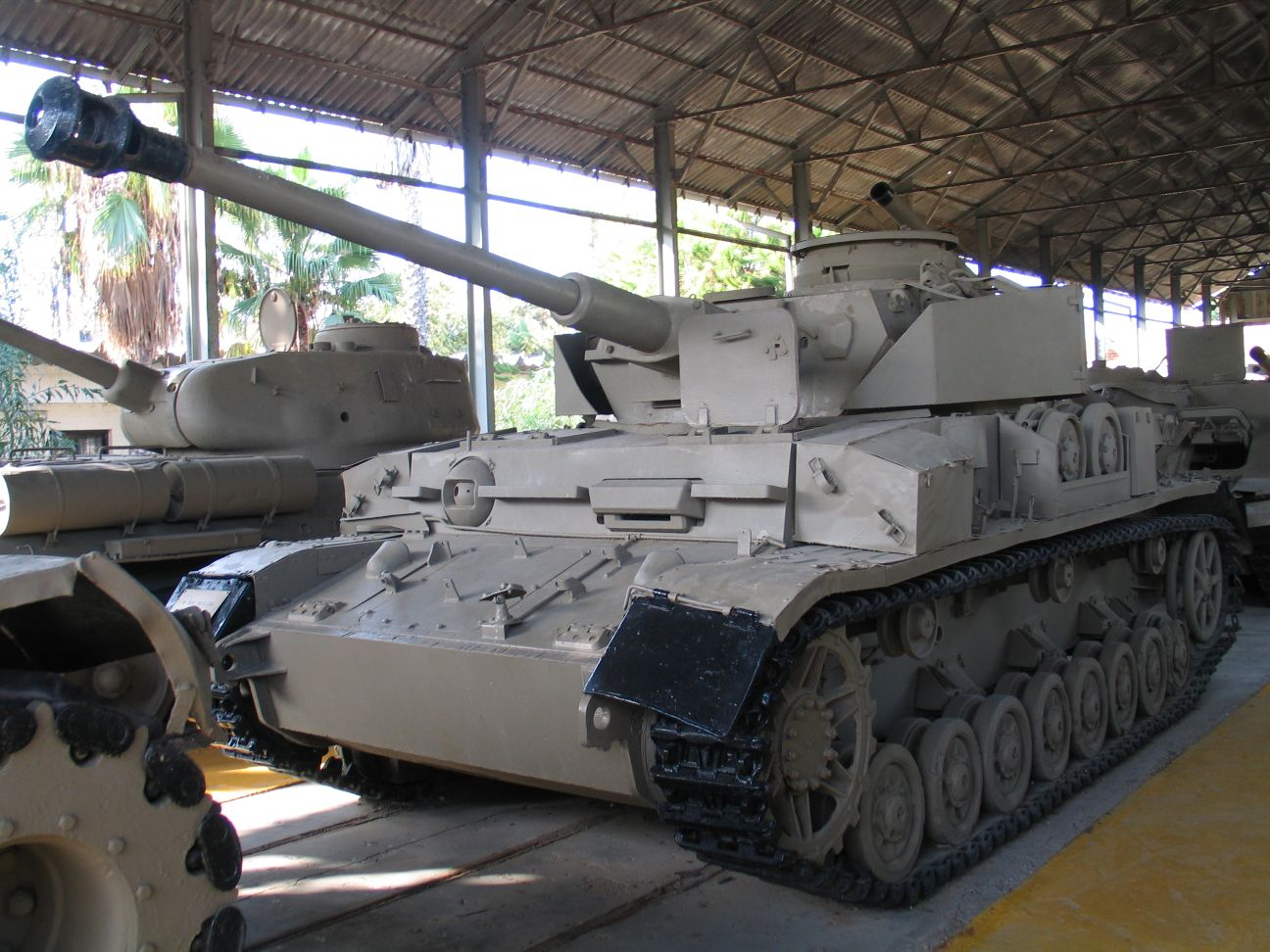
Een PzKpfw IV Ausf J met drie geleiderollers in het Israel Defense Forces History Museum te Tel Aviv, Israël.

In 1939 werden twee apart gehouden chassis gebruikt voor de fabricage van de Infanterie Sturmsteg, een gemechaniseerde stormladder, als bij een brandweerauto. In 1940 werden in februari en maart 20 tanks omgebouwd tot Brückenleger IV (bruggenlegger). In 1941 werden 13 Ausf. F omgebouwd tot Munitionsschlepper (munitievoertuig) voor het reusachtige Karl-Gerät - een mortier. In 1944 werden er van maart tot september 97 tanks omgebouwd tot Panzerbefehlswagen (commandotank) en van juli 1944 tot maart 1945 90 tot Panzerbeobachtungswagen (artillerieobservatievoertuig). Er zijn testvoertuigen gemodificeerd voor de verbetering van transmissie, loopwerk en bewapening.
Omdat het chassis van de Pzkpfw IV het enige beschikbare grote en goedkope onderstel was, werd het gebruikt voor de mechanisering van het leger die vanaf 1942 met kracht werd doorgezet. Dit deed natuurlijk afbreuk aan de productie van de tank zelf. Zo werd het chassis onder andere toegepast bij de productie van gemechaniseerd geschut (Sturmgeschütz IV), pantserhouwitsers (Hummel, Brummbär, Heuschrecke), tankjagers (K18, Jagdpanzer IV, Hornisse) en luchtafweertanks (Möbelwagen, Wirbelwind, Ostwind, Kugelblitz, Zerstörer 45): bij elkaar ruim vierduizend voertuigen.